# Małusy Wielkie
Małusy Wielkie – wieś w Polsce położona w województwie śląskim, w powiecie częstochowskim, w gminie Mstów. Znajdują się około 13 km od Częstochowy.
W latach 1975–1998 miejscowość administracyjnie należała do województwa częstochowskiego.
W miejscowości znajduje się zabytkowy dwór z 2. połowy XIX wieku.
3 września 1939 Wehrmacht zamordował 11 gospodarzy, a całą wieś spalił. Były to represje za zabicie w walce przez polskiego żołnierza niemieckiego oficera.